# Книга вузлів

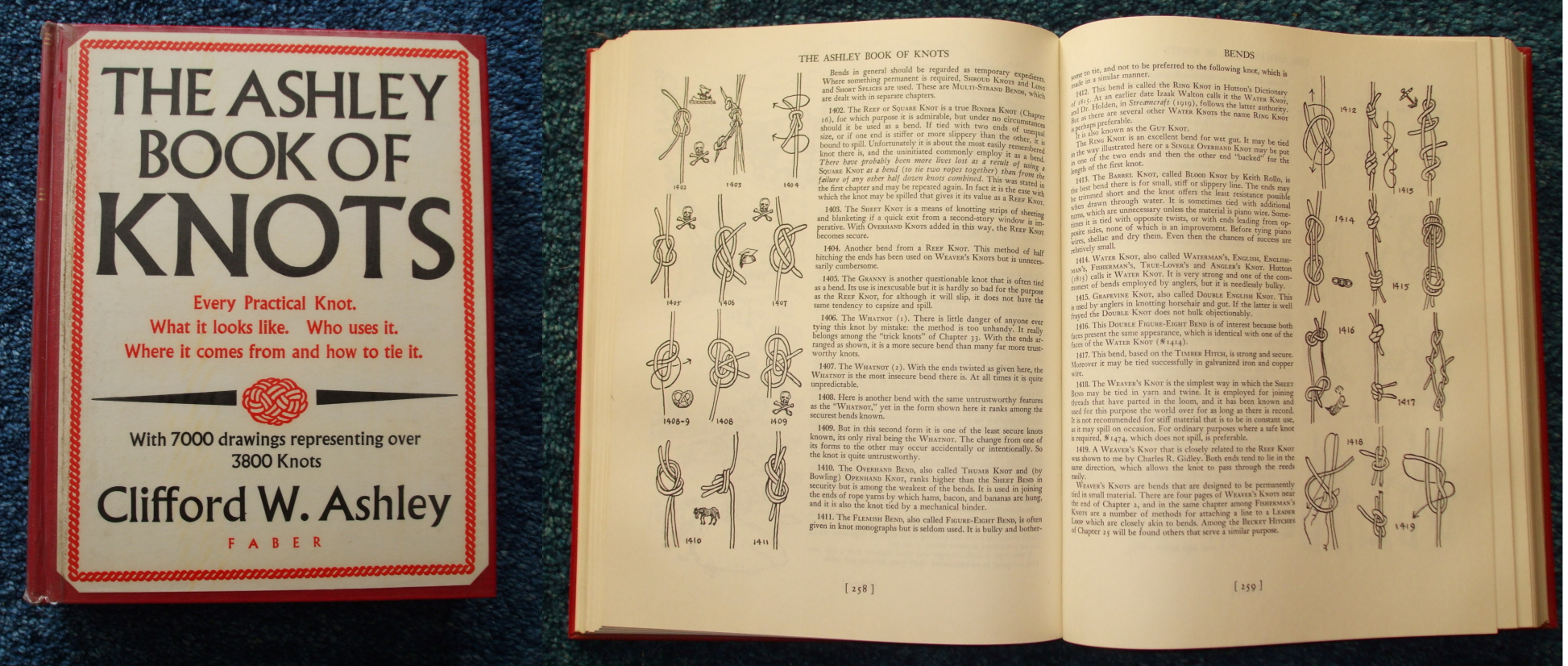

Книга вузлів Ешлі (англ. The Ashley Book of Knots — ABOK) — фундаментальна праця з вив'язування вузлів різного призначення. Перше видання книги вийшло в 1944 р. Залишається однією з найбільш повних, знаменитих і популярних книг про вузли. З 1944 по 1993 рік тільки в США і Великій Британії була перевидана 12 разів. Написана американським художником, письменником і моряком Кліффордом Ешлі (Clifford Ashley), що працював над книгою понад 11 років.

## Зміст
У «Книзі вузлів» більше 630 сторінок, вона містить 3854 записи і понад 7000 малюнків, які зображають близько 700 вузлів, а також сплесенів, огонів, кнопів, мусингів, бензелів, найтовів і марок загальним числом понад 2000. Вузли класифіковані за типами і галузями застосування. Описано способи зав'язування, переваги та недоліки кожного з вузлів.
Завдяки майже повному опису існуючих вузлів, при описі вузлів в інших виданнях часто використовується система посилань Ешлі. Наприклад, посилання на ABOK # 1010 унікальна для вузла  булінь. Проте книга не може бути повним списком вузлів. Деякі ідентичні вузли названі різними іменами і показані під різними номерами. Так наприклад вузол #1249 повністю відповідає вузлу #176.

## Інші праці
- Raoul Graumont; John Hensel: Encyclopedia of Knots and Fancy Rope Work [1933]. Fourth Edition. Cornell Maritime Press, Cambridge (Maryland) 1977. ISBN 0-87033-021-7

## Інтернет-ресурси
- www.webstile.ch [Архівовано 4 лютого 2012 у Wayback Machine.]: Seile, Schnüre, Knoten knüpfen. Clifford Ashleys «Buch der Knoten»
- Clifford W. Ashley. The Ashley Book of Knots. Doubleday, New York. ISBN 0-385-04025-3